# Alchemilla rehmannii
Alchemilla rehmannii är en rosväxtart som beskrevs av Adolf Engler. Alchemilla rehmannii ingår i släktet daggkåpor, och familjen rosväxter. Inga underarter finns listade i Catalogue of Life.